# Catarhoe putridaria
Catarhoe putridaria là một loài bướm đêm trong họ Geometridae.